# 栢野大杉

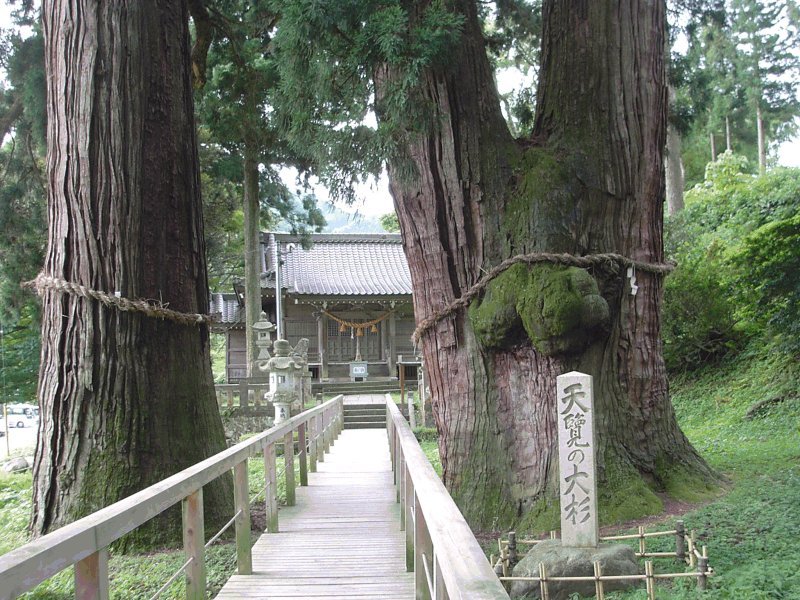
右 : 栢野大杉と天覧の大杉碑
左 : 菅原神社の大スギの1本

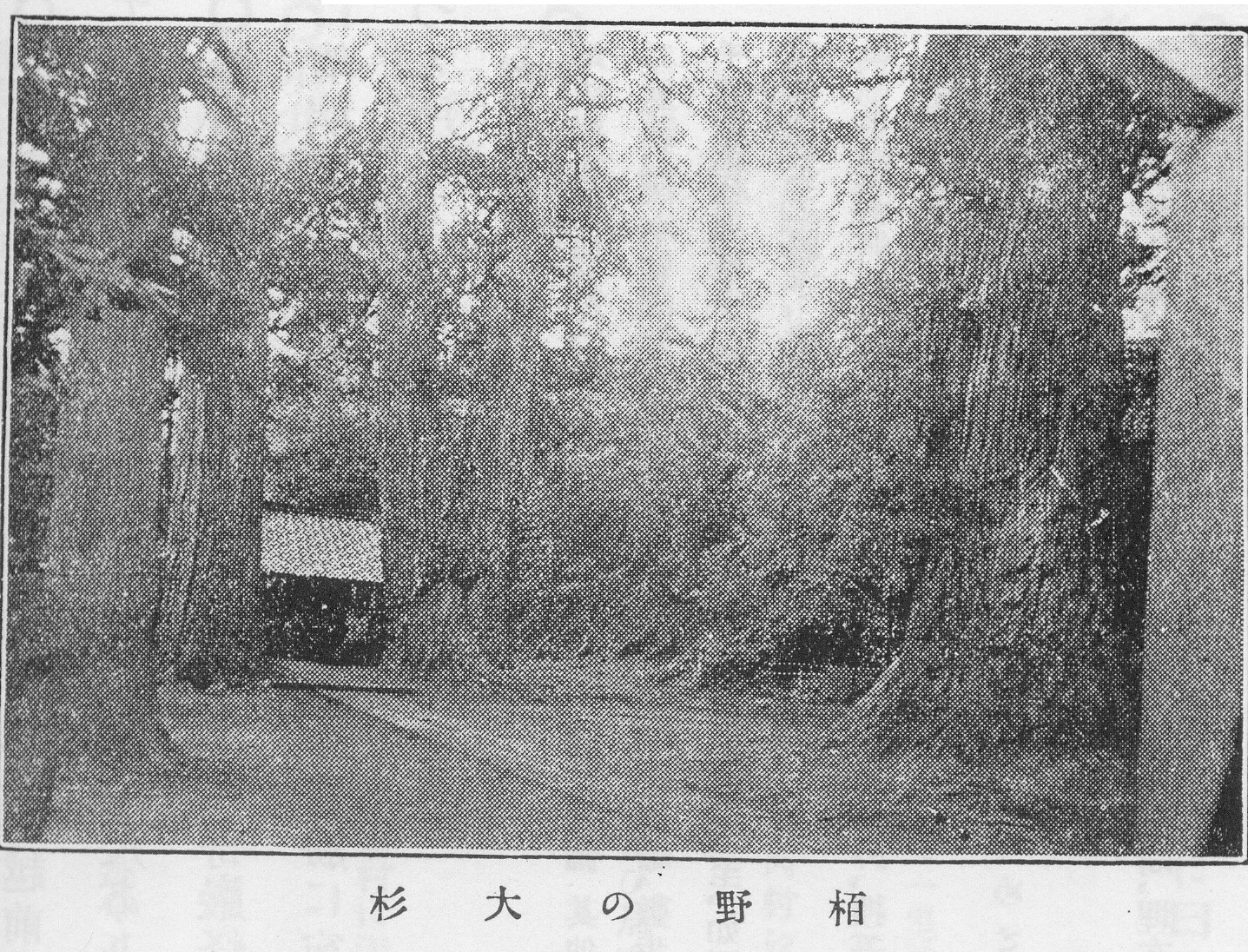
1915年（大正4年）頃の参道左右の社殿側の「栢野大杉(中央の二又の木)」と「菅原神社の大スギ」および鳥居側の2本の「菅原神社の大スギ」計4本のスギ。右端に鳥居の一部が写る

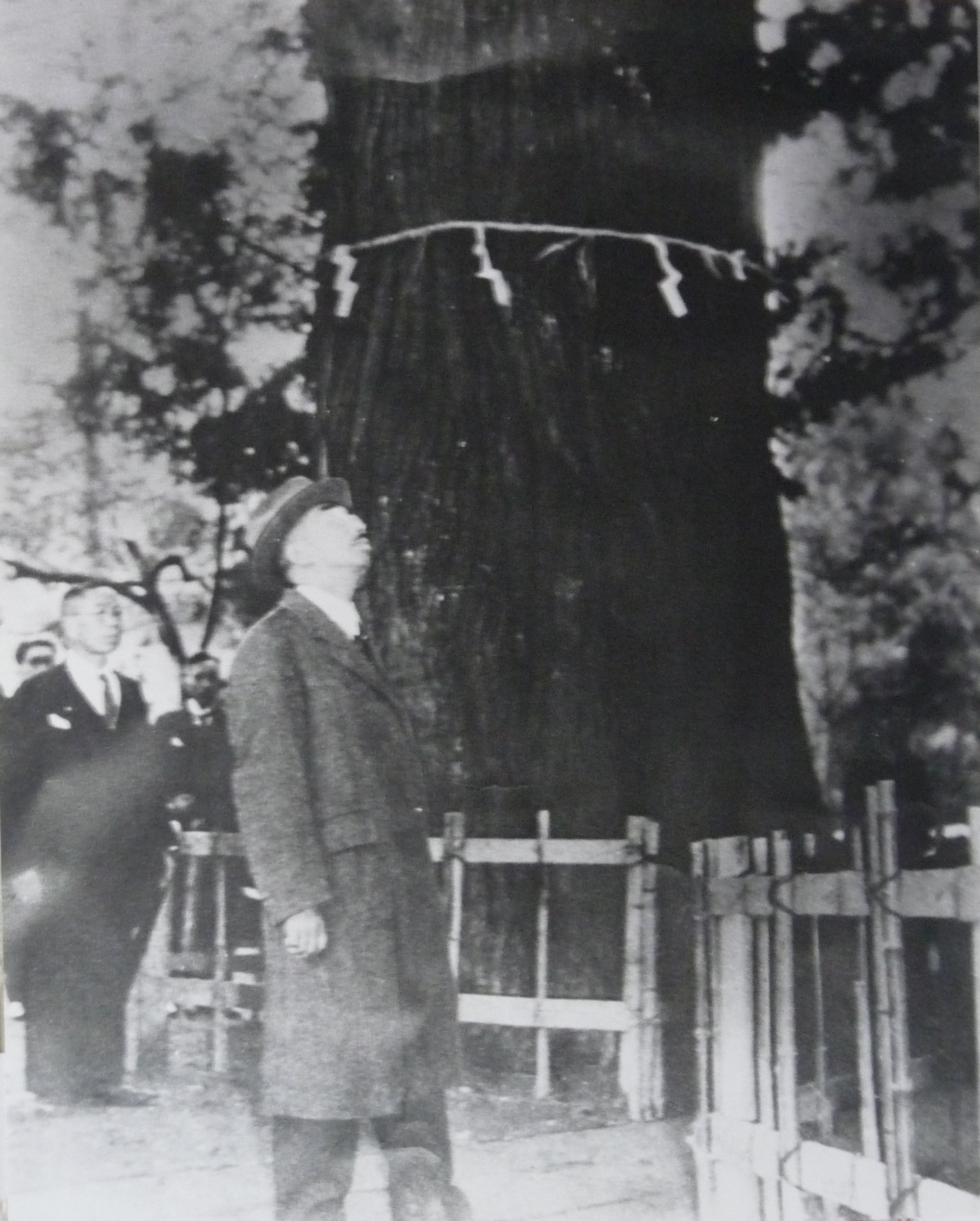
1947年、第2回石川国体の際に立ち寄った昭和天皇。(画像に含まれない「栢野大杉」を見上げる、参道を挟む「菅原神社の大スギ」は含まれる。)

栢野大杉（かやのおおすぎ）は、石川県加賀市山中温泉栢野町の菅原神社境内にある杉の巨木。同神社に4本ある神木の1つで、国の天然記念物に指定されている。
1947年（昭和22年）、第2回石川国体の際に立ち寄った昭和天皇が入念に観察したことから、天覧の大杉（てんらんのおおすぎ）の別名がある。

## 概要
菅原神社境内にある4本の神木のうち、最大のものである。古くから著名であったため、栢野の大杉や栢野の大スギなど、別表記も多い。1928年（昭和3年）11月に国の天然記念物に指定された。指定名称は栢野の大スギである。
樹高約54.8m、根元周約11.5m（径3.41m）、胸高幹周9.6m（径3.0m）、地上高4.9mで幹周5.1mと5.75mの2つに分岐し分岐部直下の幹周約9mの、二又の杉の巨木である。
なお、境内に立つ他の3本の杉も栢野大杉よりは小振りながら、各胸高幹周8.8m、6.65m、7.8mの巨木で2005年（平成17年）8月、「菅原神社の大スギ」の名称で石川県指定天然記念物に指定されている。
この地域の原始植生時代の林相の残存との見方もあるが、4本の杉で長方形を成す位置関係、太さ、推定樹齢、土器の出土等を勘案すれば自然林ではなく、神を祀り植樹されたとも考えられる。
明治・大正・昭和期の植物学者三好学（東京大学教授、日本植物学会長）が内務省の嘱託として1928年（昭和3年）に樹齢2,300年と鑑定。同年国の天然記念物に指定された。
樹齢では及ばないが屋久島の縄文杉や米国カリフォルニア州レッドウッド国立公園の木、世界一と言われるセコイアの樹齢、大きさとも対比し得る。

## 古代・中世
神社横の高台の「うえのかち」と呼ぶ畑地から縄文土器も出土しており、有史以前から人が住み着いた土地と考えられる。
大杉は僧泰澄（717年）が百本の木（木へんに百のつくりで栢）に勝るとし栢野寺を設け白山の妙理観世音大菩薩を祀り、平安の頃は栢野社、明治5年に廃仏毀釈で古文書を焼却し史実も明らかでないが、明治20年天神様を併せて祀り菅原神社とし、神饌料供進指定社となる。
古くは平氏、源氏、朝倉氏、富樫氏の武将の多くが参詣したと伝えられ、大聖寺川を挟む対岸の菅谷町へ渡る平岩橋たもとの天井壁と呼ぶ岩山の上に、柴田勝家の甥で麾下の佐久間盛政の家来の栢野城と呼ばれた山城の土台石の痕跡が有り、加賀平野（金沢平野）南端が見えるこの地の地勢から加賀一向一揆時代、朝倉氏時代、一揆平定の柴田勝家の時代まで越前領地の東北端境であって一揆約100年間加賀と越前の境で翻弄の中に有ったとも言える。

## 逸話
倶利伽羅峠の戦いに続く篠原の戦いで負傷した武士が「千年の杉を目指せ、よもぎ草だんごを食べよ」と二度の観音様のお告げから傷を癒し無事に京へ辿り着いたと伝えられ古来からの地元では草だんごを食す風習がある。
1947年（昭和22年）第二回国民体育大会が石川県で開催の折り、昭和天皇が当地を訪れ、栢野の青年の説明のもとこの大杉を見たことから天覧の大杉とも呼ばれる。生物学者でもあった昭和天皇は栢野から山中温泉へ国道364号の砂利道約2キロを徒歩にて帰る途中、道端の草々やその茎を手に取り観察し、存分に楽しんだことをその夜香淳皇后に長電話したという。また途中後から来た地元のトラックが天皇を追い越すことができず、後から離れてついてきたが、しばらくしてそのことに気付き、先に行かせよと告げ、その運転手はたいそう恐縮の体であったなどの逸話もある。
石川県には国の天然記念物の杉は3本あり、他の2本は大聖寺川対岸の加賀市山中温泉菅谷町八幡神社にある、二又の栢野大杉とほぼ同じ樹齢とされる、三つ又の八幡神社の大スギと白山市吉野の御仏供杉(おぼけすぎ)である。
1968年（昭和43年）から大杉の保護を目的に土盛りし柵を設け、翌年には落ちた種子から多数の若木が境内に生え、それら若木は県内外の希望者に配られたこともある。1983年（昭和58年）石川県での全国植樹祭には大杉から採取された種子が昭和天皇によって蒔かれその1本を移植して境内に育てている。

## 土壌保護と樹勢
2003年（平成15年）から樹木医の奨めにより境内参道の石畳の上に木製の浮き橋「浮橋参道」を設け4本の神木の健康を維持のためさらなる土壌保護を施している。
2016年(平成28年)9月、地元保存会の依頼を受けた樹木医らが音響波測定器を使うなどして２週間かけ健康診断が行われ、樹勢の衰えはみられないとされた。

## 所在地
- 石川県加賀市山中温泉栢野町 菅原神社境内

## 交通･アクセス
- 国道364号わき
- 路線バス
  - 加賀温泉駅から北鉄加賀バス路線･温泉山中線栢野行き、所要時間約45分[11](山代温泉、山中温泉、両温泉街経由)
- 自動車
  - 国道364号沿い、直線距離で加賀温泉駅方面から約9km
  - 福井方面から : 永平寺方面の国道364号に沿い丸岡・山中温泉トンネルを通り我谷ダム経由直線で距離約16km